# Alpiner Skiweltcup 2019/20
Der Alpine Skiweltcup 2019/20 begann am 26. Oktober 2019. Wegen der COVID-19-Pandemie wurde die bis zum 22. März 2020 geplante Saison am 12. März 2020 abgebrochen.
Der Weltcupauftakt wurde vom 26. bis 27. Oktober 2019 in Sölden ausgetragen. Für die österreichische Gemeinde handelte es sich dabei um das 20. Jubiläum. Das Weltcupfinale sollte vom 18. bis 22. März 2020 in Cortina d’Ampezzo ausgetragen werden. Für die italienische Gemeinde hätte es sich dabei um die WM-Generalprobe gehandelt. Aufgrund der COVID-19-Pandemie wurden die Rennen jedoch am 3. März abgesagt. Aus demselben Grund mussten am 11. März die noch ausstehenden Rennen der Damen in Åre abgesagt werden, am 12. März auch jene der Herren in Kranjska Gora.
Als Wettbewerbe fanden 36 Rennen an 20 Orten bei den Herren und 30 Rennen an 17 Orten bei den Damen statt.
Als Favoriten galten bei den Herren nach dem Karriereende des Vorjahressiegers Marcel Hirscher (Österreich) der Vorjahreszweite Alexis Pinturault (Frankreich) sowie der Vorjahresdritte Henrik Kristoffersen (Norwegen) und bei den Damen die Vorjahressiegerin Mikaela Shiffrin (Vereinigte Staaten). Titelverteidiger im Nationencup war Österreich. Letztlich setzten sich die Favoriten jedoch nicht durch. Als Sieger gingen Aleksander Aamodt Kilde (Norwegen) bei den Herren, Federica Brignone (Italien) bei den Damen sowie die Schweiz erstmals seit 1988/89 im Nationencup hervor.

## Regeländerungen
- Alpine Kombination: Startliste im zweiten Lauf (Rang 1 = Nummer 1, Rang 2 = Nummer 2, Rang 3 = Nummer 3 etc.) – Premiere in Bormio (Italien)[4]
- Parallelrennen: Einführung als sechste Weltcupwertung (Zusammenfassung von Parallel-Riesenslalom, Parallel-Slalom und City Event) – Premiere in St. Moritz (Schweiz)[5]

## Weltcupwertungen

### Gesamt
| Rang | Name                          | Punkte |
| ---- | ----------------------------- | ------ |
| 1.   | Aleksander Aamodt Kilde       | 1202   |
| 2.   | Alexis Pinturault             | 1148   |
| 3.   | Henrik Kristoffersen          | 1041   |
| 4.   | Matthias Mayer                | 0916   |
| 5.   | Vincent Kriechmayr            | 0794   |
| 6.   | Beat Feuz                     | 0792   |
| 7.   | Mauro Caviezel                | 0669   |
| 8.   | Kjetil Jansrud                | 0665   |
| 9.   | Thomas Dreßen                 | 0602   |
| 10.  | Loïc Meillard                 | 0579   |
| 11.  | Dominik Paris                 | 0556   |
| 12.  | Clément Noël                  | 0550   |
| 13.  | Daniel Yule                   | 0495   |
| 14.  | Filip Zubčić                  | 0475   |
| 15.  | Victor Muffat-Jeandet         | 0465   |
| 16.  | Žan Kranjec                   | 0445   |
| 17.  | Marco Odermatt                | 0434   |
| 18.  | Marco Schwarz                 | 0414   |
| 19.  | Johan Clarey                  | 0405   |
| 20.  | Ryan Cochran-Siegle           | 0375   |
| 21.  | Leif Kristian Nestvold-Haugen | 0337   |
| 22.  | Tommy Ford                    | 0325   |
| 23.  | Ramon Zenhäusern              | 0323   |
| 24.  | Travis Ganong                 | 0309   |
| 25.  | Sebastian Foss Solevåg        | 0297   |
| 26.  | Mattia Casse                  | 0296   |
| 27.  | Lucas Braathen                | 0284   |
| 28.  | Carlo Janka                   | 0277   |
| 29.  | Mathieu Faivre                | 0249   |
| 30.  | Nils Allègre                  | 0243   |
| 31.  | André Myhrer                  | 0234   |
| 32.  | Gino Caviezel                 | 0231   |
| 33.  | Niels Hintermann              | 0216   |
| 34.  | Maxence Muzaton               | 0213   |
| 35.  | Riccardo Tonetti              | 0206   |
| 36.  | Daniel Danklmaier             | 0202   |
| 37.  | Andreas Sander                | 0195   |
| 38.  | Michael Matt                  | 0192   |
| 39.  | Roland Leitinger              | 0176   |
| 40.  | Alexander Choroschilow        | 0174   |
| 41.  | Luca De Aliprandini           | 0173   |
| 42.  | Rasmus Windingstad            | 0171   |
| 43.  | Linus Straßer                 | 0167   |
| 44.  | Alexander Schmid              | 0165   |
| 44.  | Ted Ligety                    | 0165   |
| 44.  | Simon Maurberger              | 0165   |
| 47.  | Adrien Théaux                 | 0163   |
| 48.  | Bryce Bennett                 | 0161   |
| 49.  | Alex Vinatzer                 | 0160   |
| 50.  | Stefan Luitz                  | 0158   |
| 51.  | Hannes Reichelt               | 0155   |
| 52.  | Justin Murisier               | 0154   |
| 52.  | Max Franz                     | 0154   |
| 54.  | Štefan Hadalin                | 0152   |
| 55.  | Steven Nyman                  | 0150   |

| Rang | Name                     | Punkte |
| ---- | ------------------------ | ------ |
| 56.  | Erik Read                | 145    |
| 57.  | Dave Ryding              | 144    |
| 58.  | Manuel Feller            | 141    |
| 59.  | Thibaut Favrot           | 137    |
| 60.  | Fabio Gstrein            | 134    |
| 61.  | Romed Baumann            | 133    |
| 62.  | Pawel Trichitschew       | 131    |
| 62.  | Emanuele Buzzi           | 131    |
| 64.  | Cyprien Sarrazin         | 129    |
| 64.  | Urs Kryenbühl            | 129    |
| 64.  | Adrian Smiseth Sejersted | 129    |
| 67.  | Kristoffer Jakobsen      | 128    |
| 68.  | Christian Walder         | 127    |
| 69.  | Thomas Tumler            | 124    |
| 70.  | Matthieu Bailet          | 121    |
| 71.  | Timon Haugan             | 120    |
| 72.  | Manfred Mölgg            | 119    |
| 73.  | Jean-Baptiste Grange     | 117    |
| 74.  | Josef Ferstl             | 109    |
| 75.  | Martin Čater             | 093    |
| 76.  | Adrian Pertl             | 092    |
| 77.  | Tanguy Nef               | 089    |
| 78.  | Otmar Striedinger        | 088    |
| 79.  | Matts Olsson             | 081    |
| 80.  | Trevor Philp             | 077    |
| 80.  | Gilles Roulin            | 077    |
| 82.  | Stefano Gross            | 076    |
| 82.  | Jonathan Nordbotten      | 076    |
| 84.  | Nicolas Raffort          | 075    |
| 85.  | Christian Hirschbühl     | 072    |
| 85.  | Giuliano Razzoli         | 072    |
| 87.  | Armand Marchant          | 069    |
| 88.  | Dominik Schwaiger        | 068    |
| 88.  | Stefan Rogentin          |        |
| 90.  | Albert Popow             | 067    |
| 90.  | Matteo Marsaglia         |        |
| 92.  | Jared Goldberg           | 065    |
| 93.  | Mattias Rönngren         | 063    |
| 93.  | Klemen Kosi              | 063    |
| 95.  | Reto Schmidiger          | 060    |
| 96.  | Luca Aerni               | 056    |
| 97.  | James Crawford           | 053    |
| 98.  | Giovanni Borsotti        | 052    |
| 99.  | Fabian Wilkens Solheim   | 051    |
| 99.  | Ralph Weber              | 051    |
| 101. | Brice Roger              | 050    |
| 102. | Sandro Simonet           | 048    |
| 103. | Cameron Alexander        | 046    |
| 103. | Cédric Noger             | 046    |
| 105. | Julien Lizeroux          | 044    |
| 106. | Brodie Seger             | 043    |
| 106. | Marc Digruber            | 043    |
| 108. | Blaise Giezendanner      | 040    |
| 109. | Anton Tremmel            | 037    |
| 109. | Miha Hrobat              | 037    |

| Rang | Name                  | Punkte |
| ---- | --------------------- | ------ |
| 111. | Istok Rodeš           | 36     |
| 112. | Dominik Raschner      | 32     |
| 112. | Christof Innerhofer   | 32     |
| 112. | Marc Rochat           | 32     |
| 115. | Benjamin Thomsen      | 29     |
| 115. | Felix Monsén          | 29     |
| 117. | Elias Kolega          | 28     |
| 118. | Manuel Schmid         | 27     |
| 118. | Tommaso Sala          | 27     |
| 120. | Johannes Strolz       | 26     |
| 120. | Stefan Brennsteiner   | 26     |
| 120. | Adam Žampa            | 26     |
| 123. | Federico Liberatore   | 24     |
| 123. | Christopher Neumayer  | 24     |
| 123. | Stefan Babinsky       | 24     |
| 126. | Boštjan Kline         | 23     |
| 127. | Jan Zabystřan         | 20     |
| 127. | Luke Winters          | 20     |
| 129. | River Radamus         | 18     |
| 129. | Florian Loriot        | 18     |
| 129. | Alexander Köll        | 18     |
| 132. | Johannes Kröll        | 17     |
| 133. | Daniel Hemetsberger   | 16     |
| 133. | Atle Lie McGrath      | 16     |
| 135. | Sebastian Holzmann    | 14     |
| 135. | Daniele Sette         | 14     |
| 137. | Peter Fill            | 13     |
| 137. | Rémy Falgoux          | 13     |
| 137. | Florian Schieder      | 13     |
| 137. | Roy Piccard           | 13     |
| 141. | Bastian Meisen        | 12     |
| 142. | Matej Vidović         | 11     |
| 143. | Fritz Dopfer          | 10     |
| 143. | Jung Dong-hyun        | 10     |
| 145. | Samuel Dupratt        | 09     |
| 146. | Raphael Haaser        | 08     |
| 146. | Davide Cazzaniga      | 08     |
| 146. | Cedric Ochsner        | 08     |
| 149. | Laurie Taylor         | 07     |
| 149. | Hannes Zingerle       | 07     |
| 151. | Christoph Krenn       | 06     |
| 151. | Stian Saugestad       | 06     |
| 151. | Alexander Andrijenko  | 06     |
| 154. | Lars Rösti            | 05     |
| 155. | Guglielmo Bosca       | 04     |
| 155. | Valentin Giraud Moine | 04     |
| 155. | Marcus Monsen         | 04     |
| 158. | Sam Mulligan          | 03     |
| 158. | Alexander Prast       | 03     |
| 158. | Dominik Stehle        | 03     |
| 161. | Marco Pfiffner        | 02     |
| 161. | Nils Mani             | 02     |
| 163. | Daniele Sorio         | 01     |
| 163. | Samu Torsti           | 01     |

| Rang | Name                  | Punkte |
| ---- | --------------------- | ------ |
| 1.   | Federica Brignone     | 1378   |
| 2.   | Mikaela Shiffrin      | 1225   |
| 3.   | Petra Vlhová          | 1189   |
| 4.   | Corinne Suter         | 0837   |
| 5.   | Marta Bassino         | 0817   |
| 6.   | Wendy Holdener        | 0791   |
| 7.   | Lara Gut-Behrami      | 0616   |
| 8.   | Michelle Gisin        | 0591   |
| 9.   | Viktoria Rebensburg   | 0556   |
| 10.  | Ester Ledecká         | 0503   |
| 11.  | Sofia Goggia          | 0479   |
| 12.  | Nina Ortlieb          | 0472   |
| 13.  | Nicole Schmidhofer    | 0445   |
| 14.  | Stephanie Venier      | 0438   |
| 15.  | Elena Curtoni         | 0434   |
| 16.  | Katharina Liensberger | 0401   |
| 17.  | Romane Miradoli       | 0330   |
| 18.  | Anna Swenn-Larsson    | 0315   |
| 19.  | Alice Robinson        | 0310   |
| 20.  | Mina Fürst Holtmann   | 0306   |
| 21.  | Joana Hählen          | 0297   |
| 22.  | Katharina Truppe      | 0294   |
| 23.  | Nina Haver-Løseth     | 0290   |
| 24.  | Francesca Marsaglia   | 0285   |
| 25.  | Meta Hrovat           | 0279   |
| 26.  | Franziska Gritsch     | 0254   |
| 27.  | Ramona Siebenhofer    | 0250   |
| 28.  | Nicol Delago          | 0248   |
| 29.  | Tessa Worley          | 0231   |
| 30.  | Tamara Tippler        | 0217   |
| 30.  | Kira Weidle           | 0217   |
| 32.  | Ilka Štuhec           | 0215   |
| 33.  | Sara Hector           | 0211   |
| 34.  | Tina Weirather        | 0209   |
| 35.  | Kristin Lysdahl       | 0188   |
| 36.  | Clara Direz           | 0183   |
| 37.  | Alice Merryweather    | 0167   |
| 38.  | Breezy Johnson        | 0162   |
| 39.  | Aline Danioth         | 0156   |
| 40.  | Laura Pirovano        | 0154   |
| 41.  | Elisabeth Reisinger   | 0153   |
| 42.  | Christina Ackermann   | 0149   |
| 43.  | Irene Curtoni         | 0145   |

| Rang | Name                    | Punkte |
| ---- | ----------------------- | ------ |
| 44.  | Thea Louise Stjernesund | 0136   |
| 45.  | Tina Robnik             | 0130   |
| 46.  | Kajsa Vickhoff Lie      | 0128   |
| 47.  | Chiara Mair             | 125    |
| 48.  | Priska Nufer            | 124    |
| 48.  | Laurence St-Germain     | 124    |
| 50.  | Lena Dürr               | 121    |
| 51.  | Tiffany Gauthier        | 120    |
| 52.  | Emelie Wikström         | 116    |
| 53.  | Magdalena Fjällström    | 114    |
| 53.  | Roni Remme              |        |
| 55.  | Ana Bucik               | 113    |
| 56.  | Marlene Schmotz         | 107    |
| 56.  | Maria Therese Tviberg   | 107    |
| 58.  | Estelle Alphand         | 105    |
| 59.  | Mirjam Puchner          | 104    |
| 60.  | Coralie Frasse Sombet   | 101    |
| 61.  | Katharina Huber         | 100    |
| 61.  | Anna Veith              | 100    |
| 63.  | Marie-Michèle Gagnon    | 095    |
| 64.  | Ricarda Haaser          | 090    |
| 65.  | Alice McKennis          | 087    |
| 66.  | Jasmine Flury           | 080    |
| 66.  | Elisa Mörzinger         | 080    |
| 68.  | Katharina Gallhuber     | 072    |
| 69.  | Elena Stoffel           | 064    |
| 70.  | Erin Mielzynski         | 063    |
| 71.  | Andrea Ellenberger      | 060    |
| 71.  | Jennifer Piot           | 060    |
| 73.  | Rahel Kopp              | 058    |
| 74.  | Nina O’Brien            | 053    |
| 75.  | Maruša Ferk             | 050    |
| 76.  | Nathalie Gröbli         | 046    |
| 77.  | Michaela Heider         | 045    |
| 78.  | Eva-Maria Brem          | 043    |
| 79.  | Alex Tilley             | 039    |
| 80.  | Kaja Norbye             | 038    |
| 81.  | Asa Andō                | 037    |
| 81.  | Ida Dannewitz           |        |
| 83.  | Martina Peterlini       | 036    |
| 84.  | Martina Dubovská        | 035    |
| 84.  | Michaela Wenig          | 035    |

| Rang | Name                       | Punkte |
| ---- | -------------------------- | ------ |
| 86.  | Nicol Delago               | 33     |
| 86.  | Jessica Hilzinger          | 33     |
| 86.  | Kristina Riis-Johannessen  | 33     |
| 89.  | Patrizia Dorsch            | 31     |
| 89.  | Marta Rossetti             | 31     |
| 89.  | Tifany Roux                | 31     |
| 92.  | Christine Scheyer          | 30     |
| 93.  | Nevena Ignjatović          | 29     |
| 94.  | Jasmina Suter              | 28     |
| 94.  | Rosina Schneeberger        | 28     |
| 96.  | Ali Nullmeyer              | 27     |
| 97.  | Laura Gauché               | 25     |
| 98.  | Nadine Fest                | 24     |
| 99.  | Lisa Grill                 | 22     |
| 99.  | Veronique Hronek           | 22     |
| 101. | Gabriela Capová            | 21     |
| 102. | Paula Moltzan              | 19     |
| 102. | Marina Wallner             | 19     |
| 104. | Julia Scheib               | 18     |
| 105. | Lara Della Mea             | 14     |
| 105. | Maren Skjøld               | 14     |
| 105. | Amelia Smart               | 14     |
| 108. | Ylva Stålnacke             | 12     |
| 109. | Lin Ivarsson               | 11     |
| 110. | Michaela Dygruber          | 10     |
| 110. | Julija Pleschkowa          | 10     |
| 112. | Alexandra Prokopjewa       | 09     |
| 113. | Luisa Bertani              | 07     |
| 113. | Roberta Melesi             | 07     |
| 113. | Jekaterina Tkatschenko     | 07     |
| 116. | Jacqueline Wiles           | 06     |
| 117. | Camille Cerutti            | 05     |
| 117. | Marte Monsen               | 05     |
| 117. | Leona Popović              | 05     |
| 120. | Katrin Hirtl-Stanggaßinger | 04     |
| 120. | Juliana Suter              | 04     |
| 122. | Nella Korpio               | 03     |
| 122. | Macarena Simari Birkner    | 03     |
| 124. | Charlie Guest              | 02     |
| 124. | Elvedina Muzaferija        | 02     |
| 126. | Charlotte Chable           | 01     |
| 126. | Adriana Jelinkova          | 01     |
| 126. | Verena Gasslitter          | 01     |

### Abfahrt
| Rang | Athlet                   | Punkte |
| ---- | ------------------------ | ------ |
| 1    | Beat Feuz                | 650    |
| 2    | Thomas Dreßen            | 438    |
| 3    | Matthias Mayer           | 424    |
| 4    | Aleksander Aamodt Kilde  | 413    |
| 5    | Dominik Paris            | 384    |
| 6    | Vincent Kriechmayr       | 362    |
| 7    | Johan Clarey             | 316    |
| 8    | Carlo Janka              | 259    |
| 9    | Kjetil Jansrud           | 248    |
| 10   | Mauro Caviezel           | 220    |
| 11   | Maxence Muzaton          | 213    |
| 12   | Niels Hintermann         | 179    |
| 13   | Travis Ganong            | 169    |
| 14   | Ryan Cochran-Siegle      | 143    |
| 15   | Urs Kryenbühl            | 120    |
| 16   | Bryce Bennett            | 120    |
| 17   | Matthieu Bailet          | 114    |
| 18   | Daniel Danklmaier        | 112    |
| 19   | Adrien Théaux            | 108    |
| 20   | Steven Nyman             | 101    |
| 21   | Nils Allègre             | 93     |
| 22   | Romed Baumann            | 88     |
| 23   | Otmar Striedinger        | 88     |
| 24   | Mattia Casse             | 87     |
| 25   | Adrian Smiseth Sejersted | 78     |

| Rang | Athletin            | Punkte |
| ---- | ------------------- | ------ |
| 1    | Corinne Suter       | 477    |
| 2    | Ester Ledecká       | 322    |
| 3    | Federica Brignone   | 320    |
| 4    | Lara Gut-Behrami    | 288    |
| 5    | Mikaela Shiffrin    | 256    |
| 6    | Elena Curtoni       | 246    |
| 7    | Stephanie Venier    | 233    |
| 8    | Nina Ortlieb        | 233    |
| 9    | Nicole Schmidhofer  | 228    |
| 10   | Viktoria Rebensburg | 211    |
| 11   | Marta Bassino       | 206    |
| 12   | Francesca Marsaglia | 199    |
| 13   | Kira Weidle         | 188    |
| 14   | Joana Hählen        | 167    |
| 15   | Ilka Štuhec         | 167    |
| 16   | Petra Vlhová        | 164    |
| 17   | Sofia Goggia        | 162    |
| 18   | Romane Miradoli     | 153    |
| 19   | Nicol Delago        | 152    |
| 20   | Breezy Johnson      | 136    |
| 21   | Tamara Tippler      | 129    |
| 22   | Ramona Siebenhofer  | 119    |
| 23   | Tina Weirather      | 112    |
| 24   | Michelle Gisin      | 98     |
| 25   | Elisabeth Reisinger | 97     |

### Super-G
| Rang | Athlet                   | Punkte |
| ---- | ------------------------ | ------ |
| 1    | Mauro Caviezel           | 365    |
| 2    | Vincent Kriechmayr       | 362    |
| 3    | Aleksander Aamodt Kilde  | 336    |
| 4    | Matthias Mayer           | 324    |
| 5    | Kjetil Jansrud           | 305    |
| 6    | Mattia Casse             | 209    |
| 7    | Marco Odermatt           | 203    |
| 8    | Alexis Pinturault        | 169    |
| 9    | Thomas Dreßen            | 164    |
| 10   | Dominik Paris            | 145    |
| 11   | Beat Feuz                | 142    |
| 12   | Travis Ganong            | 140    |
| 13   | Andreas Sander           | 122    |
| 14   | Christian Walder         | 94     |
| 15   | Johan Clarey             | 89     |
| 16   | Nils Allègre             | 89     |
| 17   | Hannes Reichelt          | 81     |
| 18   | Max Franz                | 80     |
| 19   | Emanuele Buzzi           | 78     |
| 20   | Ryan Cochran-Siegle      | 58     |
| 21   | Adrien Théaux            | 55     |
| 22   | James Crawford           | 53     |
| 23   | Daniel Danklmaier        | 52     |
| 24   | Adrian Smiseth Sejersted | 51     |
| 25   | Gino Caviezel            | 50     |

| Rang | Athletin            | Punkte |
| ---- | ------------------- | ------ |
| 1    | Corinne Suter       | 360    |
| 2    | Federica Brignone   | 341    |
| 3    | Nicole Schmidhofer  | 217    |
| 4    | Lara Gut-Behrami    | 209    |
| 5    | Stephanie Venier    | 205    |
| 6    | Nina Ortlieb        | 191    |
| 7    | Mikaela Shiffrin    | 186    |
| 8    | Sofia Goggia        | 180    |
| 9    | Viktoria Rebensburg | 180    |
| 10   | Marta Bassino       | 164    |
| 11   | Elena Curtoni       | 143    |
| 12   | Romane Miradoli     | 138    |
| 13   | Joana Hählen        | 130    |
| 14   | Petra Vlhová        | 119    |
| 15   | Wendy Holdener      | 111    |
| 16   | Tina Weirather      | 97     |
| 17   | Michelle Gisin      | 92     |
| 18   | Tamara Tippler      | 88     |
| 19   | Nicol Delago        | 87     |
| 20   | Kajsa Vickhoff Lie  | 84     |
| 21   | Ester Ledecká       | 81     |
| 22   | Francesca Marsaglia | 76     |
| 23   | Tiffany Gauthier    | 73     |
| 24   | Anna Veith          | 67     |
| 25   | Mirjam Puchner      | 64     |

### Riesenslalom
| Rang | Athlet                        | Punkte |
| ---- | ----------------------------- | ------ |
| 1    | Henrik Kristoffersen          | 394    |
| 2    | Alexis Pinturault             | 388    |
| 3    | Filip Zubčić                  | 368    |
| 4    | Žan Kranjec                   | 364    |
| 5    | Tommy Ford                    | 267    |
| 6    | Leif Kristian Nestvold-Haugen | 249    |
| 7    | Mathieu Faivre                | 225    |
| 8    | Aleksander Aamodt Kilde       | 225    |
| 9    | Marco Odermatt                | 211    |
| 10   | Victor Muffat-Jeandet         | 191    |
| 11   | Loïc Meillard                 | 167    |
| 12   | Ted Ligety                    | 162    |
| 13   | Luca De Aliprandini           | 149    |
| 14   | Gino Caviezel                 | 138    |
| 15   | Lucas Braathen                | 135    |
| 16   | Cyprien Richard               | 113    |
| 17   | Roland Leitinger              | 103    |
| 18   | Marco Schwarz                 | 101    |
| 19   | Alexander Schmid              | 92     |
| 20   | Ryan Cochran-Siegle           | 82     |
| 21   | Matts Olsson                  | 80     |
| 22   | Stefan Luitz                  | 76     |
| 23   | Erik Read                     | 73     |
| 24   | Thibaut Favrot                | 71     |
| 25   | Trevor Philp                  | 67     |

| Rang | Athletin                | Punkte |
| ---- | ----------------------- | ------ |
| 1    | Federica Brignone       | 407    |
| 2    | Petra Vlhová            | 333    |
| 3    | Mikaela Shiffrin        | 314    |
| 4    | Marta Bassino           | 309    |
| 5    | Alice Robinson          | 300    |
| 6    | Wendy Holdener          | 234    |
| 7    | Mina Fürst Holtmann     | 212    |
| 8    | Tessa Worley            | 190    |
| 9    | Meta Hrovat             | 168    |
| 10   | Viktoria Rebensburg     | 160    |
| 11   | Michelle Gisin          | 142    |
| 12   | Sara Hector             | 138    |
| 13   | Katharina Liensberger   | 108    |
| 14   | Lara Gut-Behrami        | 99     |
| 15   | Tina Robnik             | 98     |
| 16   | Maria Therese Tviberg   | 93     |
| 17   | Coralie Frasse Sombet   | 86     |
| 18   | Clara Direz             | 83     |
| 19   | Sofia Goggia            | 82     |
| 20   | Estelle Alphand         | 64     |
| 21   | Franziska Gritsch       | 60     |
| 22   | Katharina Truppe        | 59     |
| 23   | Andrea Ellenberger      | 53     |
| 24   | Thea Louise Stjernesund | 51     |
| 25   | Marlene Schmotz         | 48     |

### Slalom
| Rang | Athlet                 | Punkte |
| ---- | ---------------------- | ------ |
| 1    | Henrik Kristoffersen   | 552    |
| 2    | Clément Noël           | 550    |
| 3    | Daniel Yule            | 495    |
| 4    | Ramon Zenhäusern       | 323    |
| 5    | Sebastian Foss Solevåg | 297    |
| 6    | Alexis Pinturault      | 286    |
| 7    | Marco Schwarz          | 274    |
| 8    | André Myhrer           | 234    |
| 9    | Michael Matt           | 182    |
| 10   | Alexander Choroschilow | 174    |
| 11   | Alex Vinatzer          | 160    |
| 12   | Linus Straßer          | 151    |
| 13   | Dave Ryding            | 144    |
| 14   | Loïc Meillard          | 144    |
| 15   | Victor Muffat-Jeandet  | 143    |
| 16   | Timon Haugan           | 119    |
| 17   | Jean-Baptiste Grange   | 117    |
| 18   | Kristoffer Jakobsen    | 116    |
| 19   | Simon Maurberger       | 115    |
| 20   | Štefan Hadalin         | 110    |
| 21   | Fabio Gstrein          | 105    |
| 22   | Manfred Mölgg          | 105    |
| 23   | Adrian Pertl           | 92     |
| 24   | Lucas Braathen         | 90     |
| 25   | Tanguy Nef             | 88     |

| Rang | Athletin              | Punkte |
| ---- | --------------------- | ------ |
| 1    | Petra Vlhová          | 460    |
| 2    | Mikaela Shiffrin      | 440    |
| 3    | Katharina Liensberger | 276    |
| 4    | Wendy Holdener        | 260    |
| 5    | Anna Swenn-Larsson    | 235    |
| 6    | Nina Haver-Løseth     | 228    |
| 7    | Katharina Truppe      | 209    |
| 8    | Michelle Gisin        | 209    |
| 9    | Christina Ackermann   | 129    |
| 10   | Chiara Mair           | 125    |
| 11   | Emelie Wikström       | 116    |
| 12   | Aline Danioth         | 114    |
| 13   | Kristin Lysdahl       | 106    |
| 14   | Irene Curtoni         | 104    |
| 15   | Lena Dürr             | 84     |
| 16   | Mina Fürst Holtmann   | 84     |
| 17   | Magdalena Fjällström  | 81     |
| 18   | Laurence St-Germain   | 79     |
| 19   | Katharina Gallhuber   | 72     |
| 20   | Katharina Huber       | 71     |
| 21   | Erin Mielzynski       | 62     |
| 22   | Franziska Gritsch     | 54     |
| 23   | Meta Hrovat           | 53     |
| 24   | Marlene Schmotz       | 51     |
| 25   | Roni Remme            | 50     |

### Alpine Kombination
| Rang | Athlet                  | Punkte |
| ---- | ----------------------- | ------ |
| 1    | Alexis Pinturault       | 280    |
| 2    | Aleksander Aamodt Kilde | 172    |
| 3    | Matthias Mayer          | 140    |
| 4    | Riccardo Tonetti        | 140    |
| 5    | Loïc Meillard           | 139    |
| 6    | Victor Muffat-Jeandet   | 124    |
| 7    | Kjetil Jansrud          | 112    |
| 8    | Mauro Caviezel          | 80     |
| 9    | Pawel Trichitschew      | 76     |
| 10   | Ryan Cochran-Siegle     | 70     |
| 11   | Vincent Kriechmayr      | 70     |
| 12   | Justin Murisier         | 62     |
| 13   | Nils Allègre            | 61     |
| 14   | Martin Čater            | 60     |
| 15   | Gino Caviezel           | 43     |
| 16   | Bryce Bennett           | 41     |
| 17   | Luca Aerni              | 38     |
| 18   | Daniel Danklmaier       | 38     |
| 19   | Niels Hintermann        | 37     |
| 20   | Marco Schwarz           | 32     |
| 21   | Gilles Roulin           | 31     |
| 22   | Stefan Rogentin         | 30     |
| 23   | Dominik Paris           | 27     |
| 24   | Klemen Kosi             | 26     |
| 25   | Štefan Hadalin          | 25     |

| Rang | Athletin            | Punkte |
| ---- | ------------------- | ------ |
| 1    | Federica Brignone   | 200    |
| 2    | Wendy Holdener      | 125    |
| 3    | Ester Ledecká       | 100    |
| 4    | Franziska Gritsch   | 80     |
| 5    | Ramona Siebenhofer  | 64     |
| 6    | Marta Bassino       | 60     |
| 7    | Roni Remme          | 58     |
| 8    | Michelle Gisin      | 50     |
| 9    | Nina Ortlieb        | 48     |
| 10   | Elena Curtoni       | 45     |
| 11   | Rahel Kopp          | 43     |
| 12   | Maruša Ferk         | 40     |
| 13   | Alice Merryweather  | 40     |
| 14   | Romane Miradoli     | 36     |
| 15   | Nathalie Gröbli     | 32     |
| 16   | Tifany Roux         | 31     |
| 17   | Ida Dannewitz       | 29     |
| 18   | Nevena Ignjatović   | 29     |
| 19   | Laura Pirovano      | 26     |
| 19   | Elisabeth Reisinger | 26     |
| 21   | Priska Nufer        | 22     |
| 22   | Lisa Grill          | 22     |
| 23   | Ricarda Haaser      | 20     |
| 23   | Jasmina Suter       | 20     |
| 25   | Rosina Schneeberger | 18     |

### Parallelrennen
| Rang | Athlet                        | Punkte |
| ---- | ----------------------------- | ------ |
| 1    | Loïc Meillard                 | 129    |
| 2    | Rasmus Windingstad            | 103    |
| 3    | Stefan Luitz                  | 82     |
| 4    | Thomas Tumler                 | 80     |
| 5    | Roland Leitinger              | 73     |
| 6    | Alexander Schmid              | 73     |
| 7    | Thibaut Favrot                | 66     |
| 8    | Henrik Kristoffersen          | 62     |
| 9    | Leif Kristian Nestvold-Haugen | 61     |
| 10   | Lucas Braathen                | 59     |
| 10   | Žan Kranjec                   | 59     |
| 12   | Tommy Ford                    | 58     |
| 13   | Aleksander Aamodt Kilde       | 56     |
| 14   | Mattias Rönngren              | 40     |
| 15   | Simon Maurberger              | 34     |
| 16   | Justin Murisier               | 32     |
| 17   | Fabio Gstrein                 | 29     |
| 18   | Filip Zubčić                  | 28     |
| 19   | Alexis Pinturault             | 25     |
| 20   | Pawel Trichitschew            | 25     |
| 21   | Luca De Aliprandini           | 24     |
| 21   | Dominik Raschner              | 24     |
| 23   | Mathieu Faivre                | 24     |
| 24   | Ryan Cochran-Siegle           | 22     |
| 25   | Giovanni Borsotti             | 18     |

| Rang | Athletin                | Punkte |
| ---- | ----------------------- | ------ |
| 1    | Petra Vlhová            | 113    |
| 2    | Clara Direz             | 100    |
| 3    | Federica Brignone       | 90     |
| 4    | Anna Swenn-Larsson      | 80     |
| 4    | Elisa Mörzinger         | 80     |
| 6    | Marta Bassino           | 78     |
| 7    | Kristin Lysdahl         | 66     |
| 8    | Franziska Gritsch       | 60     |
| 9    | Meta Hrovat             | 58     |
| 10   | Sofia Goggia            | 55     |
| 11   | Laurence St-Germain     | 45     |
| 12   | Aline Danioth           | 38     |
| 13   | Wendy Holdener          | 37     |
| 14   | Nina Haver-Løseth       | 36     |
| 14   | Thea Louise Stjernesund | 36     |
| 16   | Sara Hector             | 34     |
| 17   | Ana Bucik               | 32     |
| 17   | Tina Robnik             | 32     |
| 19   | Nina O’Brien            | 31     |
| 20   | Estelle Alphand         | 29     |
| 20   | Mikaela Shiffrin        | 29     |
| 22   | Katharina Truppe        | 26     |
| 23   | Christina Ackermann     | 20     |
| 23   | Lara Gut-Behrami        | 20     |
| 25   | Laura Pirovano          | 18     |

## Podestplatzierungen Herren

### Abfahrt
| Datum      | Ort                          | 1. Platz | 2. Platz | 3. Platz | Rotes Trikot  |
| ---------- | ---------------------------- | --- | --- | --- | ------------- |
| 30.11.2019 | Lake Louise (CAN)            | Thomas Dreßen | Dominik Paris | Beat Feuz Carlo Janka                                                                                             | Thomas Dreßen |
| 07.12.2019 | Beaver Creek (USA)           | Beat Feuz | Vincent Kriechmayr Johan Clarey                                                                                   | | Beat Feuz     |
| 21.12.2019 | Gröden (ITA)                 | Aufgrund des Wetters abgesagt und am 27. Dezember 2019 in Bormio (Italien) nachgeholt.                            | Aufgrund des Wetters abgesagt und am 27. Dezember 2019 in Bormio (Italien) nachgeholt.                            | Aufgrund des Wetters abgesagt und am 27. Dezember 2019 in Bormio (Italien) nachgeholt.                            | Beat Feuz     |
| 27.12.2019 | Bormio (ITA)                 | Dominik Paris | Beat Feuz | Matthias Mayer | Beat Feuz     |
| 28.12.2019 | Bormio (ITA)                 | Dominik Paris | Urs Kryenbühl | Beat Feuz | Dominik Paris |
| 18.01.2020 | Wengen (SUI)                 | Beat Feuz | Dominik Paris | Thomas Dreßen | Beat Feuz     |
| 25.01.2020 | Kitzbühel (AUT)              | Matthias Mayer | Vincent Kriechmayr Beat Feuz                                                                                      | | Beat Feuz     |
| 01.02.2020 | Garmisch-Partenkirchen (GER) | Thomas Dreßen | Aleksander Aamodt Kilde                                                                                           | Johan Clarey | Beat Feuz     |
| 13.02.2020 | Saalbach-Hinterglemm (AUT)   | Thomas Dreßen | Beat Feuz | Mauro Caviezel | Beat Feuz     |
| 15.02.2020 | Yanqing (CHN)                | Aufgrund der COVID-19-Pandemie abgesagt und am 13. Februar 2020 in Saalbach-Hinterglemm (Österreich) ausgetragen. | Aufgrund der COVID-19-Pandemie abgesagt und am 13. Februar 2020 in Saalbach-Hinterglemm (Österreich) ausgetragen. | Aufgrund der COVID-19-Pandemie abgesagt und am 13. Februar 2020 in Saalbach-Hinterglemm (Österreich) ausgetragen. | Beat Feuz     |
| 07.03.2020 | Kvitfjell (NOR)              | Matthias Mayer | Aleksander Aamodt Kilde                                                                                           | Carlo Janka | Beat Feuz     |
| 18.03.2020 | Cortina d’Ampezzo (ITA)      | Aufgrund der COVID-19-Pandemie abgesagt.                                                                          | Aufgrund der COVID-19-Pandemie abgesagt.                                                                          | Aufgrund der COVID-19-Pandemie abgesagt.                                                                          | Beat Feuz     |

### Super-G
| Datum      | Ort                        | 1. Platz | 2. Platz | 3. Platz | Rotes Trikot            |
| ---------- | -------------------------- | --- | --- | --- | ----------------------- |
| 01.12.2019 | Lake Louise (CAN)          | Matthias Mayer | Dominik Paris | Mauro Caviezel Vincent Kriechmayr                                                                                 | Matthias Mayer          |
| 06.12.2019 | Beaver Creek (USA)         | Marco Odermatt | Aleksander Aamodt Kilde                                                                                           | Matthias Mayer | Matthias Mayer          |
| 20.12.2019 | Gröden (ITA)               | Vincent Kriechmayr                                                                                                | Kjetil Jansrud | Thomas Dreßen | Vincent Kriechmayr      |
| 24.01.2020 | Kitzbühel (AUT)            | Kjetil Jansrud | Aleksander Aamodt Kilde Matthias Mayer                                                                            | | Matthias Mayer          |
| 14.02.2020 | Saalbach-Hinterglemm (AUT) | Aleksander Aamodt Kilde                                                                                           | Mauro Caviezel | Thomas Dreßen | Aleksander Aamodt Kilde |
| 16.02.2020 | Yanqing (CHN)              | Aufgrund der COVID-19-Pandemie abgesagt und am 14. Februar 2020 in Saalbach-Hinterglemm (Österreich) ausgetragen. | Aufgrund der COVID-19-Pandemie abgesagt und am 14. Februar 2020 in Saalbach-Hinterglemm (Österreich) ausgetragen. | Aufgrund der COVID-19-Pandemie abgesagt und am 14. Februar 2020 in Saalbach-Hinterglemm (Österreich) ausgetragen. | Aleksander Aamodt Kilde |
| 29.02.2020 | Hinterstoder (AUT)         | Vincent Kriechmayr                                                                                                | Mauro Caviezel | Matthias Mayer | Mauro Caviezel          |
| 08.03.2020 | Kvitfjell (NOR)            | Aufgrund des Wetters abgesagt.                                                                                    | Aufgrund des Wetters abgesagt.                                                                                    | Aufgrund des Wetters abgesagt.                                                                                    | Mauro Caviezel          |
| 19.03.2020 | Cortina d’Ampezzo (ITA)    | Aufgrund der COVID-19-Pandemie abgesagt.                                                                          | Aufgrund der COVID-19-Pandemie abgesagt.                                                                          | Aufgrund der COVID-19-Pandemie abgesagt.                                                                          | Mauro Caviezel          |

### Riesenslalom
| Datum      | Ort                          | 1. Platz | 2. Platz | 3. Platz | Rotes Trikot         |
| ---------- | ---------------------------- | --- | --- | --- | -------------------- |
| 27.10.2019 | Sölden (AUT)                 | Alexis Pinturault                                                                                           | Mathieu Faivre                                                                                              | Žan Kranjec                                                                                                 | Alexis Pinturault    |
| 08.12.2019 | Beaver Creek (USA)           | Tommy Ford                                                                                                  | Henrik Kristoffersen                                                                                        | Leif Kristian Nestvold-Haugen                                                                               | Tommy Ford           |
| 14.12.2019 | Val-d’Isère (FRA)            | Aufgrund des Wetters auf den 15. Dezember 2019 verschoben.                                                  | Aufgrund des Wetters auf den 15. Dezember 2019 verschoben.                                                  | Aufgrund des Wetters auf den 15. Dezember 2019 verschoben.                                                  | Tommy Ford           |
| 15.12.2019 | Val-d’Isère (FRA)            | Aufgrund der Verschiebung des Slaloms abgesagt und am 1. März 2020 in Hinterstoder (Österreich) nachgeholt. | Aufgrund der Verschiebung des Slaloms abgesagt und am 1. März 2020 in Hinterstoder (Österreich) nachgeholt. | Aufgrund der Verschiebung des Slaloms abgesagt und am 1. März 2020 in Hinterstoder (Österreich) nachgeholt. | Tommy Ford           |
| 22.12.2019 | Alta Badia (ITA)             | Henrik Kristoffersen                                                                                        | Cyprien Sarrazin                                                                                            | Žan Kranjec                                                                                                 | Henrik Kristoffersen |
| 11.01.2020 | Adelboden (SUI)              | Žan Kranjec                                                                                                 | Filip Zubčić                                                                                                | Henrik Kristoffersen Victor Muffat-Jeandet                                                                  | Žan Kranjec          |
| 02.02.2020 | Garmisch-Partenkirchen (GER) | Alexis Pinturault                                                                                           | Loïc Meillard                                                                                               | Leif Kristian Nestvold-Haugen                                                                               | Žan Kranjec          |
| 22.02.2020 | Yuzawa Naeba (JPN)           | Filip Zubčić                                                                                                | Marco Odermatt                                                                                              | Tommy Ford                                                                                                  | Žan Kranjec          |
| 01.03.2020 | Hinterstoder (AUT)           | Aufgrund der Verschiebung der Alpinen Kombination auf den 2. März 2020 verschoben.                          | Aufgrund der Verschiebung der Alpinen Kombination auf den 2. März 2020 verschoben.                          | Aufgrund der Verschiebung der Alpinen Kombination auf den 2. März 2020 verschoben.                          | Žan Kranjec          |
| 02.03.2020 | Hinterstoder (AUT)           | Alexis Pinturault                                                                                           | Filip Zubčić                                                                                                | Henrik Kristoffersen                                                                                        | Henrik Kristoffersen |
| 14.03.2020 | Kranjska Gora (SLO)          | Aufgrund der COVID-19-Pandemie abgesagt.                                                                    | Aufgrund der COVID-19-Pandemie abgesagt.                                                                    | Aufgrund der COVID-19-Pandemie abgesagt.                                                                    | Henrik Kristoffersen |
| 21.03.2020 | Cortina d’Ampezzo (ITA)      | Aufgrund der COVID-19-Pandemie abgesagt.                                                                    | Aufgrund der COVID-19-Pandemie abgesagt.                                                                    | Aufgrund der COVID-19-Pandemie abgesagt.                                                                    | Henrik Kristoffersen |

### Slalom
| Datum      | Ort                        | 1. Platz                                                   | 2. Platz                                                   | 3. Platz                                                   | Rotes Trikot         |
| ---------- | -------------------------- | ---------------------------------------------------------- | ---------------------------------------------------------- | ---------------------------------------------------------- | -------------------- |
| 24.11.2019 | Levi (FIN)                 | Henrik Kristoffersen                                       | Clément Noël                                               | Daniel Yule                                                | Henrik Kristoffersen |
| 14.12.2019 | Val-d’Isère (FRA)          | Aufgrund des Wetters auf den 15. Dezember 2019 verschoben. | Aufgrund des Wetters auf den 15. Dezember 2019 verschoben. | Aufgrund des Wetters auf den 15. Dezember 2019 verschoben. | Henrik Kristoffersen |
| 15.12.2019 | Val-d’Isère (FRA)          | Aufgrund des Wetters auf den 14. Dezember 2019 verschoben. | Aufgrund des Wetters auf den 14. Dezember 2019 verschoben. | Aufgrund des Wetters auf den 14. Dezember 2019 verschoben. | Henrik Kristoffersen |
| 15.12.2019 | Val-d’Isère (FRA)          | Alexis Pinturault                                          | André Myhrer                                               | Stefano Gross                                              | Henrik Kristoffersen |
| 05.01.2020 | Zagreb (CRO)               | Clément Noël                                               | Ramon Zenhäusern                                           | Alex Vinatzer                                              | Clément Noël         |
| 08.01.2020 | Madonna di Campiglio (ITA) | Daniel Yule                                                | Henrik Kristoffersen                                       | Clément Noël                                               | Henrik Kristoffersen |
| 12.01.2020 | Adelboden (SUI)            | Daniel Yule                                                | Henrik Kristoffersen                                       | Marco Schwarz                                              | Henrik Kristoffersen |
| 19.01.2020 | Wengen (SUI)               | Clément Noël                                               | Henrik Kristoffersen                                       | Alexander Choroschilow                                     | Henrik Kristoffersen |
| 26.01.2020 | Kitzbühel (AUT)            | Daniel Yule                                                | Marco Schwarz                                              | Clément Noël                                               | Henrik Kristoffersen |
| 28.01.2020 | Schladming (AUT)           | Henrik Kristoffersen                                       | Alexis Pinturault                                          | Daniel Yule                                                | Henrik Kristoffersen |
| 08.02.2020 | Chamonix (FRA)             | Clément Noël                                               | Timon Haugan                                               | Adrian Pertl                                               | Henrik Kristoffersen |
| 23.02.2020 | Yuzawa Naeba (JPN)         | Aufgrund des Wetters abgesagt.                             | Aufgrund des Wetters abgesagt.                             | Aufgrund des Wetters abgesagt.                             | Henrik Kristoffersen |
| 15.03.2020 | Kranjska Gora (SLO)        | Aufgrund der COVID-19-Pandemie abgesagt.                   | Aufgrund der COVID-19-Pandemie abgesagt.                   | Aufgrund der COVID-19-Pandemie abgesagt.                   | Henrik Kristoffersen |
| 22.03.2020 | Cortina d’Ampezzo (ITA)    | Aufgrund der COVID-19-Pandemie abgesagt.                   | Aufgrund der COVID-19-Pandemie abgesagt.                   | Aufgrund der COVID-19-Pandemie abgesagt.                   | Henrik Kristoffersen |

### Alpine Kombination
| Datum      | Ort                | 1. Platz                                                                         | 2. Platz                                                                         | 3. Platz                                                                         | Rotes Trikot      |
| ---------- | ------------------ | -------------------------------------------------------------------------------- | -------------------------------------------------------------------------------- | -------------------------------------------------------------------------------- | ----------------- |
| 29.12.2019 | Bormio (ITA)       | Alexis Pinturault                                                                | Aleksander Aamodt Kilde                                                          | Loïc Meillard                                                                    | Alexis Pinturault |
| 17.01.2020 | Wengen (SUI)       | Matthias Mayer                                                                   | Alexis Pinturault                                                                | Victor Muffat-Jeandet                                                            | Alexis Pinturault |
| 28.02.2020 | Hinterstoder (AUT) | Aufgrund des Wetters auf den 1. März 2020 verschoben.                            | Aufgrund des Wetters auf den 1. März 2020 verschoben.                            | Aufgrund des Wetters auf den 1. März 2020 verschoben.                            | Alexis Pinturault |
| 01.03.2020 | Hinterstoder (AUT) | Aufgrund der Verschiebung des Riesenslaloms auf den 28. Februar 2020 verschoben. | Aufgrund der Verschiebung des Riesenslaloms auf den 28. Februar 2020 verschoben. | Aufgrund der Verschiebung des Riesenslaloms auf den 28. Februar 2020 verschoben. | Alexis Pinturault |
| 01.03.2020 | Hinterstoder (AUT) | Alexis Pinturault                                                                | Mauro Caviezel                                                                   | Aleksander Aamodt Kilde                                                          | Alexis Pinturault |

### Parallelrennen
| Datum      | Ort              | 1. Platz           | 2. Platz      | 3. Platz         | Rotes Trikot       |
| ---------- | ---------------- | ------------------ | ------------- | ---------------- | ------------------ |
| 23.12.2019 | Alta Badia (ITA) | Rasmus Windingstad | Stefan Luitz  | Roland Leitinger | Rasmus Windingstad |
| 09.02.2020 | Chamonix (FRA)   | Loïc Meillard      | Thomas Tumler | Alexander Schmid | Loïc Meillard      |

### Gesamtweltcupführende
| Name                    | Von        | Ort                        | Disziplin          | Bis          | Ort                        | Disziplin          | Anzahl Rennen |
| ----------------------- | ---------- | -------------------------- | ------------------ | ------------ | -------------------------- | ------------------ | ------------- |
| Alexis Pinturault       | 27.10.2019 | Sölden (AUT)               | Riesenslalom       | 24.11.2019   | Levi (FIN)                 | Slalom             | 1             |
| Henrik Kristoffersen    | 24.11.2019 | Levi (FIN)                 | Slalom             | 01.12.2019   | Lake Louise (CAN)          | Super-G            | 2             |
| Matthias Mayer          | 01.12.2019 | Lake Louise (CAN)          | Super-G            | 15.12.2019   | Val-d’Isère (FRA)          | Slalom             | 4             |
| Alexis Pinturault       | 15.12.2019 | Val-d’Isère (FRA)          | Slalom             | 20.12.2019   | Gröden (ITA)               | Super-G            | 1             |
| Vincent Kriechmayr      | 20.12.2019 | Gröden (ITA)               | Super-G            | 22.12.2019   | Alta Badia (ITA)           | Riesenslalom       | 1             |
| Henrik Kristoffersen    | 22.12.2019 | Alta Badia (ITA)           | Riesenslalom       | 28.12.2019   | Bormio (ITA)               | Abfahrt            | 3             |
| Dominik Paris           | 28.12.2019 | Bormio (ITA)               | Abfahrt            | 29.12.2019   | Bormio (ITA)               | Alpine Kombination | 1             |
| Aleksander Aamodt Kilde | 29.12.2019 | Bormio (ITA)               | Alpine Kombination | 08.01.2020   | Madonna di Campiglio (ITA) | Slalom             | 2             |
| Alexis Pinturault       | 08.01.2020 | Madonna di Campiglio (ITA) | Slalom             | 11.01.2020   | Adelboden (SUI)            | Riesenslalom       | 1             |
| Henrik Kristoffersen    | 11.01.2020 | Adelboden (SUI)            | Riesenslalom       | 17.01.2020   | Wengen (SUI)               | Alpine Kombination | 2             |
| Alexis Pinturault       | 17.01.2020 | Wengen (SUI)               | Alpine Kombination | 19.01.2020   | Wengen (SUI)               | Slalom             | 2             |
| Henrik Kristoffersen    | 19.01.2020 | Wengen (SUI)               | Slalom             | 25.01.2020   | Kitzbühel (AUT)            | Abfahrt            | 2             |
| Aleksander Aamodt Kilde | 25.01.2020 | Kitzbühel (AUT)            | Abfahrt            | 26.01.2020   | Kitzbühel (AUT)            | Slalom             | 1             |
| Henrik Kristoffersen    | 26.01.2020 | Kitzbühel (AUT)            | Slalom             | 14.02.2020   | Saalbach-Hinterglemm (AUT) | Super-G            | 7             |
| Aleksander Aamodt Kilde | 14.02.2020 | Saalbach-Hinterglemm (AUT) | Super-G            | 02.03.2020   | Hinterstoder (AUT)         | Riesenslalom       | 4             |
| Alexis Pinturault       | 02.03.2020 | Hinterstoder (AUT)         | Riesenslalom       | 07.03.2020   | Kvitfjell (NOR)            | Abfahrt            | 1             |
| Aleksander Aamodt Kilde | 07.03.2020 | Kvitfjell (NOR)            | Abfahrt            | Gesamtsieger | Gesamtsieger               | Gesamtsieger       | 1             |

## Podestplatzierungen Damen

### Abfahrt
| Datum      | Ort                          | 1. Platz                                                                                     | 2. Platz                                                                                     | 3. Platz                                                                                     | Rotes Trikot  |
| ---------- | ---------------------------- | -------------------------------------------------------------------------------------------- | -------------------------------------------------------------------------------------------- | -------------------------------------------------------------------------------------------- | ------------- |
| 06.12.2019 | Lake Louise (CAN)            | Ester Ledecká                                                                                | Corinne Suter                                                                                | Stephanie Venier                                                                             | Ester Ledecká |
| 07.12.2019 | Lake Louise (CAN)            | Nicole Schmidhofer                                                                           | Mikaela Shiffrin                                                                             | Francesca Marsaglia                                                                          | Ester Ledecká |
| 21.12.2019 | Val-d’Isère (FRA)            | Aufgrund des Wetters auf den 22. Dezember 2019 verschoben.                                   | Aufgrund des Wetters auf den 22. Dezember 2019 verschoben.                                   | Aufgrund des Wetters auf den 22. Dezember 2019 verschoben.                                   | Ester Ledecká |
| 22.12.2019 | Val-d’Isère (FRA)            | Aufgrund des Wetters abgesagt und am 24. Januar 2020 in Bansko (Bulgarien) nachgeholt.       | Aufgrund des Wetters abgesagt und am 24. Januar 2020 in Bansko (Bulgarien) nachgeholt.       | Aufgrund des Wetters abgesagt und am 24. Januar 2020 in Bansko (Bulgarien) nachgeholt.       | Ester Ledecká |
| 11.01.2020 | Zauchensee (AUT)             | Corinne Suter                                                                                | Nicol Delago                                                                                 | Michelle Gisin                                                                               | Corinne Suter |
| 24.01.2020 | Bansko (BUL)                 | Mikaela Shiffrin                                                                             | Federica Brignone                                                                            | Joana Hählen                                                                                 | Corinne Suter |
| 25.01.2020 | Bansko (BUL)                 | Elena Curtoni                                                                                | Marta Bassino                                                                                | Federica Brignone                                                                            | Corinne Suter |
| 01.02.2020 | Rosa Chutor (RUS)            | Aufgrund des Wetters abgesagt und am 21. Februar 2020 in Crans-Montana (Schweiz) nachgeholt. | Aufgrund des Wetters abgesagt und am 21. Februar 2020 in Crans-Montana (Schweiz) nachgeholt. | Aufgrund des Wetters abgesagt und am 21. Februar 2020 in Crans-Montana (Schweiz) nachgeholt. | Corinne Suter |
| 08.02.2020 | Garmisch-Partenkirchen (GER) | Viktoria Rebensburg                                                                          | Federica Brignone                                                                            | Ester Ledecká                                                                                | Corinne Suter |
| 21.02.2020 | Crans-Montana (SUI)          | Lara Gut-Behrami                                                                             | Corinne Suter                                                                                | Stephanie Venier                                                                             | Corinne Suter |
| 22.02.2020 | Crans-Montana (SUI)          | Lara Gut-Behrami                                                                             | Corinne Suter                                                                                | Nina Ortlieb                                                                                 | Corinne Suter |
| 18.03.2020 | Cortina d’Ampezzo (ITA)      | Aufgrund der COVID-19-Pandemie abgesagt.                                                     | Aufgrund der COVID-19-Pandemie abgesagt.                                                     | Aufgrund der COVID-19-Pandemie abgesagt.                                                     | Corinne Suter |

### Super-G
| Datum      | Ort                          | 1. Platz                                 | 2. Platz                                 | 3. Platz                                 | Rotes Trikot        |
| ---------- | ---------------------------- | ---------------------------------------- | ---------------------------------------- | ---------------------------------------- | ------------------- |
| 08.12.2019 | Lake Louise (CAN)            | Viktoria Rebensburg                      | Nicol Delago                             | Corinne Suter                            | Viktoria Rebensburg |
| 14.12.2019 | St. Moritz (SUI)             | Sofia Goggia                             | Federica Brignone                        | Mikaela Shiffrin                         | Viktoria Rebensburg |
| 26.01.2020 | Bansko (BUL)                 | Mikaela Shiffrin                         | Marta Bassino                            | Lara Gut-Behrami                         | Mikaela Shiffrin    |
| 02.02.2020 | Rosa Chutor (RUS)            | Federica Brignone                        | Sofia Goggia                             | Joana Hählen                             | Federica Brignone   |
| 09.02.2020 | Garmisch-Partenkirchen (GER) | Corinne Suter                            | Nicole Schmidhofer                       | Wendy Holdener                           | Corinne Suter       |
| 29.02.2020 | La Thuile (ITA)              | Nina Ortlieb                             | Federica Brignone                        | Corinne Suter                            | Corinne Suter       |
| 19.03.2020 | Cortina d’Ampezzo (ITA)      | Aufgrund der COVID-19-Pandemie abgesagt. | Aufgrund der COVID-19-Pandemie abgesagt. | Aufgrund der COVID-19-Pandemie abgesagt. | Corinne Suter       |

### Riesenslalom
| Datum      | Ort                     | 1. Platz                                                     | 2. Platz                                                     | 3. Platz                                                     | Rotes Trikot      |
| ---------- | ----------------------- | ------------------------------------------------------------ | ------------------------------------------------------------ | ------------------------------------------------------------ | ----------------- |
| 26.10.2019 | Sölden (AUT)            | Alice Robinson                                               | Mikaela Shiffrin                                             | Tessa Worley                                                 | Alice Robinson    |
| 30.11.2019 | Killington (USA)        | Marta Bassino                                                | Federica Brignone                                            | Mikaela Shiffrin                                             | Mikaela Shiffrin  |
| 17.12.2019 | Courchevel (FRA)        | Federica Brignone                                            | Mina Fürst Holtmann                                          | Wendy Holdener                                               | Federica Brignone |
| 28.12.2019 | Lienz (AUT)             | Mikaela Shiffrin                                             | Marta Bassino                                                | Katharina Liensberger                                        | Federica Brignone |
| 18.01.2020 | Sestriere (ITA)         | Federica Brignone Petra Vlhová                               |                                                              | Mikaela Shiffrin                                             | Federica Brignone |
| 15.02.2020 | Maribor (SLO)           | Aufgrund des Wetters nach Kranjska Gora (Slowenien) verlegt. | Aufgrund des Wetters nach Kranjska Gora (Slowenien) verlegt. | Aufgrund des Wetters nach Kranjska Gora (Slowenien) verlegt. | Federica Brignone |
| 15.02.2020 | Kranjska Gora (SLO)     | Alice Robinson                                               | Petra Vlhová                                                 | Wendy Holdener Meta Hrovat                                   | Federica Brignone |
| 07.03.2020 | Ofterschwang (GER)      | Aufgrund des Wetters abgesagt.                               | Aufgrund des Wetters abgesagt.                               | Aufgrund des Wetters abgesagt.                               | Federica Brignone |
| 13.03.2020 | Åre (SWE)               | Aufgrund der COVID-19-Pandemie abgesagt.                     | Aufgrund der COVID-19-Pandemie abgesagt.                     | Aufgrund der COVID-19-Pandemie abgesagt.                     | Federica Brignone |
| 22.03.2020 | Cortina d’Ampezzo (ITA) | Aufgrund der COVID-19-Pandemie abgesagt.                     | Aufgrund der COVID-19-Pandemie abgesagt.                     | Aufgrund der COVID-19-Pandemie abgesagt.                     | Federica Brignone |

### Slalom
| Datum      | Ort                     | 1. Platz                                                     | 2. Platz                                                     | 3. Platz                                                     | Rotes Trikot     |
| ---------- | ----------------------- | ------------------------------------------------------------ | ------------------------------------------------------------ | ------------------------------------------------------------ | ---------------- |
| 23.11.2019 | Levi (FIN)              | Mikaela Shiffrin                                             | Wendy Holdener                                               | Katharina Truppe                                             | Mikaela Shiffrin |
| 01.12.2019 | Killington (USA)        | Mikaela Shiffrin                                             | Petra Vlhová                                                 | Anna Swenn-Larsson                                           | Mikaela Shiffrin |
| 29.12.2019 | Lienz (AUT)             | Mikaela Shiffrin                                             | Petra Vlhová                                                 | Michelle Gisin                                               | Mikaela Shiffrin |
| 04.01.2020 | Zagreb (CRO)            | Petra Vlhová                                                 | Mikaela Shiffrin                                             | Katharina Liensberger                                        | Mikaela Shiffrin |
| 14.01.2020 | Flachau (AUT)           | Petra Vlhová                                                 | Anna Swenn-Larsson                                           | Mikaela Shiffrin                                             | Mikaela Shiffrin |
| 16.02.2020 | Maribor (SLO)           | Aufgrund des Wetters nach Kranjska Gora (Slowenien) verlegt. | Aufgrund des Wetters nach Kranjska Gora (Slowenien) verlegt. | Aufgrund des Wetters nach Kranjska Gora (Slowenien) verlegt. | Mikaela Shiffrin |
| 16.02.2020 | Kranjska Gora (SLO)     | Petra Vlhová                                                 | Wendy Holdener                                               | Katharina Truppe                                             | Petra Vlhová     |
| 08.03.2020 | Ofterschwang (GER)      | Aufgrund des Wetters abgesagt.                               | Aufgrund des Wetters abgesagt.                               | Aufgrund des Wetters abgesagt.                               | Petra Vlhová     |
| 14.03.2020 | Åre (SWE)               | Aufgrund der COVID-19-Pandemie abgesagt.                     | Aufgrund der COVID-19-Pandemie abgesagt.                     | Aufgrund der COVID-19-Pandemie abgesagt.                     | Petra Vlhová     |
| 21.03.2020 | Cortina d’Ampezzo (ITA) | Aufgrund der COVID-19-Pandemie abgesagt.                     | Aufgrund der COVID-19-Pandemie abgesagt.                     | Aufgrund der COVID-19-Pandemie abgesagt.                     | Petra Vlhová     |

### Alpine Kombination
| Datum      | Ort                 | 1. Platz                                        | 2. Platz                                        | 3. Platz                                        | Rotes Trikot      |
| ---------- | ------------------- | ----------------------------------------------- | ----------------------------------------------- | ----------------------------------------------- | ----------------- |
| 22.12.2019 | Val-d’Isère (FRA)   | Aufgrund der Verschiebung der Abfahrt abgesagt. | Aufgrund der Verschiebung der Abfahrt abgesagt. | Aufgrund der Verschiebung der Abfahrt abgesagt. |                   |
| 12.01.2020 | Zauchensee (AUT)    | Federica Brignone                               | Wendy Holdener                                  | Marta Bassino                                   | Federica Brignone |
| 23.02.2020 | Crans-Montana (SUI) | Federica Brignone                               | Franziska Gritsch                               | Ester Ledecká                                   | Federica Brignone |
| 01.03.2020 | La Thuile (ITA)     | Aufgrund des Wetters abgesagt.                  | Aufgrund des Wetters abgesagt.                  | Aufgrund des Wetters abgesagt.                  | Federica Brignone |

### Parallelrennen
| Datum      | Ort              | 1. Platz                                 | 2. Platz                                 | 3. Platz                                 | Rotes Trikot |
| ---------- | ---------------- | ---------------------------------------- | ---------------------------------------- | ---------------------------------------- | ------------ |
| 15.12.2019 | St. Moritz (SUI) | Petra Vlhová                             | Anna Swenn-Larsson                       | Franziska Gritsch                        | Petra Vlhová |
| 19.01.2020 | Sestriere (ITA)  | Clara Direz                              | Elisa Mörzinger                          | Marta Bassino                            | Petra Vlhová |
| 12.03.2020 | Åre (SWE)        | Aufgrund der COVID-19-Pandemie abgesagt. | Aufgrund der COVID-19-Pandemie abgesagt. | Aufgrund der COVID-19-Pandemie abgesagt. | Petra Vlhová |

### Gesamtweltcupführende
| Name              | Von        | Ort                 | Disziplin          | Bis            | Ort                 | Disziplin          | Anzahl Rennen |
| ----------------- | ---------- | ------------------- | ------------------ | -------------- | ------------------- | ------------------ | ------------- |
| Alice Robinson    | 26.10.2019 | Sölden (AUT)        | Riesenslalom       | 24.11.2019     | Levi (FIN)          | Slalom             | 1             |
| Mikaela Shiffrin  | 23.11.2019 | Levi (FIN)          | Slalom             | 23.02.2020     | Crans-Montana (SUI) | Alpine Kombination | 27            |
| Federica Brignone | 23.02.2020 | Crans-Montana (SUI) | Alpine Kombination | Gesamtsiegerin | Gesamtsiegerin      | Gesamtsiegerin     | 2             |

## Podestplatzierungen Mixed
| Datum      | Ort                     | 1. Platz                                 | 2. Platz                                 | 3. Platz                                 |
| ---------- | ----------------------- | ---------------------------------------- | ---------------------------------------- | ---------------------------------------- |
| 20.03.2020 | Cortina d’Ampezzo (ITA) | Aufgrund der COVID-19-Pandemie abgesagt. | Aufgrund der COVID-19-Pandemie abgesagt. | Aufgrund der COVID-19-Pandemie abgesagt. |

## Nationencup
| Rang | Land                    | Punkte |
| ---- | ----------------------- | ------ |
| 1    | Schweiz                 | 8'732  |
| 2    | Österreich              | 7'694  |
| 3    | Italien                 | 6'274  |
| 4    | Norwegen                | 5'644  |
| 5    | Frankreich              | 5'283  |
| 6    | Vereinigte Staaten      | 3'316  |
| 7    | Deutschland             | 2'994  |
| 8    | Slowenien               | 1'600  |
| 9    | Schweden                | 1'474  |
| 10   | Slowakei                | 1'215  |
| 11   | Kanada                  | 833    |
| 12   | Tschechien              | 579    |
| 13   | Kroatien                | 555    |
| 14   | Russland                | 337    |
| 15   | Neuseeland              | 310    |
| 16   | Liechtenstein           | 211    |
| 17   | Vereinigtes Königreich  | 192    |
| 18   | Belgien                 | 69     |
| 19   | Bulgarien               | 67     |
| 20   | Japan                   | 37     |
| 21   | Serbien                 | 29     |
| 22   | Südkorea                | 10     |
| 23   | Finnland                | 4      |
| 24   | Argentinien             | 3      |
| 25   | Bosnien und Herzegowina | 2      |
| 26   | Niederlande             | 1      |

| Rang | Land                   | Punkte |
| ---- | ---------------------- | ------ |
| 1    | Schweiz                | 4'979  |
| 2    | Norwegen               | 4'399  |
| 3    | Frankreich             | 4'197  |
| 4    | Österreich             | 3'879  |
| 5    | Italien                | 2'205  |
| 6    | Deutschland            | 1'700  |
| 7    | Vereinigte Staaten     | 1'597  |
| 8    | Slowenien              | 813    |
| 9    | Schweden               | 553    |
| 10   | Kroatien               | 550    |
| 11   | Kanada                 | 396    |
| 12   | Russland               | 311    |
| 13   | Vereinigtes Königreich | 151    |
| 14   | Belgien                | 69     |
| 15   | Bulgarien              | 67     |
| 16   | Slowakei               | 26     |
| 17   | Tschechien             | 20     |
| 18   | Südkorea               | 10     |
| 19   | Liechtenstein          | 2      |
| 20   | Finnland               | 1      |

| Rang | Land                    | Punkte |
| ---- | ----------------------- | ------ |
| 1    | Italien                 | 4'069  |
| 2    | Österreich              | 3'815  |
| 3    | Schweiz                 | 3'753  |
| 4    | Vereinigte Staaten      | 1'719  |
| 5    | Deutschland             | 1'294  |
| 6    | Norwegen                | 1'245  |
| 7    | Slowakei                | 1'189  |
| 8    | Frankreich              | 1'086  |
| 9    | Schweden                | 921    |
| 10   | Slowenien               | 787    |
| 11   | Tschechien              | 559    |
| 12   | Kanada                  | 437    |
| 13   | Neuseeland              | 310    |
| 14   | Liechtenstein           | 209    |
| 15   | Vereinigtes Königreich  | 41     |
| 16   | Japan                   | 37     |
| 17   | Serbien                 | 29     |
| 18   | Russland                | 26     |
| 19   | Kroatien                | 5      |
| 20   | Argentinien             | 3      |
| 20   | Finnland                | 3      |
| 22   | Bosnien und Herzegowina | 2      |
| 23   | Niederlande             | 1      |

## Karriereende
| Herren - Klaus Brandner - Robin Buffet - Dustin Cook - Fritz Dopfer - Peter Fill - Johannes Kröll - Thomas Biesemeyer - Wiley Maple - André Myhrer - Matts Olsson - Benedikt Staubitzer - Dominik Stehle - Elia Zurbriggen - Stian Saugestad - Marcus Monsen - Manuel Osborne-Paradis | Damen - Christina Ackermann - Ana Drev - Elena Fanchini - Nadia Fanchini - Nina Haver-Løseth - Veronique Hronek - Johanna Schnarf - Maren Skjøld - Ylva Stålnacke - Anna Veith - Tina Weirather - Michaela Dygruber - Viktoria Rebensburg |